# Прощальное дело (фильм)
«Прощальное дело» (фр. L'affaire Farewell) — французский шпионский триллер 2009 года режиссёра Кристиана Кариона с Гийомом Кане и Эмиром Кустурицей в главных ролях. Фильм основан на сюжете, описанном в книге Сергея Костина «Bonjour Farewell. La vérité sur la taupe française du KGB» (1997), в которой описываются действия подполковника Первого главного управления КГБ СССР Владимира Ветрова.
Фильм снимался в Украине и Финляндии, потому что Россия отказала в разрешении на съёмки в Москве. В сообщении Рейтер также говорится, что правительство «отговорило российского киноактёра Сергея Маковецкого и российского продюсера и режиссёра Никиту Михалкова от участия в фильме» (по словам режиссёра).

## Сюжет
В начале 1980-х высокопоставленный аналитик КГБ Сергей Григорьев, разочаровавшись в советском строе, решает передать секретные сведения, в том числе список шпионов, правительству Франции. Тогда ещё при новоизбранном президенте Франсуа Миттеране. Григорьев надеется добиться перемен в Советском Союзе, разоблачив разветвленную сеть шпионов, пытающихся получить научную, техническую и промышленную информацию. Он использует Пьера Фромана, наивного французского инженера из Москвы. После первой передачи информации Пьер признается своей жене Джессике. Супруга требует от Пьера, чтобы он прекратил все это, опасаясь за свою семью. Григорьев уговаривает Пьера продолжать, не сказав Джессике. Григорьев не продает секреты, но иногда просит небольшие подарки из поездок Пьера во Францию, такие как кассеты Sony Walkman и альбомы Queen для его сына, немного коньяка или книги французской поэзии.
Объём информации настолько велик, что французы сбиты с толку огромными масштабами и эффективностью передовых западных технологий, тайно переданных СССР. По подозрению в том, что Григорьев не является надежным источником, Миттеран лично вручает президенту США Рональду Рейгану досье с бесценными данными во время саммита G7 в Оттаве. Американцы поражены информацией, представленной в досье, кульминацией которой является полный «Список X» советских шпионов в высших эшелонах западного научного и промышленного аппарата. Они приступают к осуществлению амбициозного плана по предоставлению Советам ошибочных или неверных данных; вскоре после этого сеть советских технологических шпионов на Западе свертывается, и Рейган объявляет о проекте противоракетного щита «Звездные войны». Лишившись высокотехнологичной информации с Запада и отставая от собственных лабораторий, советское руководство впадает в панику. Видя этот отчаянный тупик таким, какой он есть, Михаил Горбачев, начинает готовить политику реформ, которую он должен проводить в будущем.
Начальник Григорьева, агент ЦРУ, получает указание принести Григорьева в жертву и спасти семью Пьера Фромана без ведома французов. Григорьев, находящийся под арестом в КГБ, притворяется немым, чтобы дать время сбежать семье Пьера. Они заметают следы и бегут на машинах к финской границе. Находясь в Западной Германии, Пьер умоляет директора ЦРУ спасти Григорьева, восхваляя его честность и самоотверженность.

## В ролях
- Эмир Кустурица в роли Сергея Григорьева (персонаж по мотивам Ветрова)
- Гийом Кане в роли Пьера Фромана, инженера, работающего в московском отделении французского электронного конгломерата Thomson-CSF.
- Александра Мария Лара в роли Джессики Фромент, жены Пьера
- Уиллем Дефо в роли Фини, директора Центрального разведывательного управления.
- Фред Уорд в роли президента США Рональда Рейгана
- Филипп Маньян в роли президента Франции Франсуа Миттерана
- Нильс Ареструп в роли Валье, директора DST
- Дэвид Соул — Хаттон, помощник президента Рейгана
- Ингеборга Дапкунайте — Наташа, жена Григорьева
- Дина Корзун в роли Алины, коллеги и любовницы, с которой у Григорьева роман.
- Кристиан Сандстрем в роли агента Федерального бюро расследований

## Критика
На агрегаторе рецензий Rotten Tomatoes фильм имеет рейтинг одобрения 86 % на основе 77 рецензий со средней оценкой 7,06/10. На Metacritic фильм получил средневзвешенную оценку 74 из 100, основанную на 25 критиках, что указывает на «в целом положительные отзывы».